# Gobemouche ardoisé
Muscicapa comitata
Espèce
Statut de conservation UICN

 LC  : Préoccupation mineure
Le Gobemouche ardoisé (Muscicapa comitata) est une espèce d'oiseaux de la famille des Muscicapidae. Il est parfois référencé comme Bradornis comitatus (par exemple parmi les espèces répertoriées de la forêt de Farangbaia :https://dopa-explorer.jrc.ec.europa.eu/wdpa/29980)

## Répartition
Cet oiseau est répandu en Afrique équatoriale.

## Habitat
Son habitat naturel est la forêt tropicale humide des basses terres.